# Scleria composita
Scleria composita är en halvgräsart som först beskrevs av Christian Gottfried Daniel Nees von Esenbeck, och fick sitt nu gällande namn av Johann Otto Boeckeler. Scleria composita ingår i släktet Scleria och familjen halvgräs. Inga underarter finns listade i Catalogue of Life.